# Selkirk rex
El selkirk rex és una raça de gat que destaca pel seu pelatge ondulat, que pot ser llarg o curt.
El pèl ondulat és el resultat d'una tercera mutació del pèl arrissat produïda per un  gen dominant, mentre que el del cornish rex i el del devon rex són recessius. Es tracta d'un gat robust i musculós, al contrari que els de les altres races de rex, que són molt petits i delicats. Té un caràcter tranquil, obert i amistós.
El primer exemplar de selkirk rex va ser enviat a un criador de  gats perses de Minnesota (Estats Units) que, a partir d'aquest animal, va desenvolupar la raça.